# 5175 Ables
5175 Ables eller 1988 VS4 är en asteroid i huvudbältet som upptäcktes den 4 november 1988 av det amerikanska astronom paret Eugene M. och Carolyn S. Shoemaker vid Palomar-observatoriet. Den är uppkallad efter den amerikanske astronomen Harold D. Ables.
Asteroiden har en diameter på ungefär 4 kilometer och den tillhör asteroidgruppen Hungaria.